# وادي دارا
تقع منطقة وادي دارا جنوب مدينة رأس غارب بمسافة 47 كم وتقع شمال مدينة الغردقة بمسافة 113 كم. وتقع قرية وادي دارا على الطريق العام من الداخل 10 كم أسفلت مرصوف.ويوجد بها جمعية تعاونية زراعيه اسمها جمعية وادي دارا التعاونيه الزراعيه تابعة لوزارة الزراعة تبلغ مساحتها 5000 فدان منهم 4000 فدان لكبار المزارعين و1000 فدان لصغار المزارعين 
يوجد في وادي دارا مزارع دواجن ومن اشهرها مزارع مصر جروب لإنتاج الجدود وكذلك مزارع نخيل برحي ومجدول  
- وتعد قرية وادي دارا من محطات الطيور المهاجرة والتي تتابعها وزارة البيئة وبعض المهتمين الأجانب بالتعاون مع الحكومة المصريه 
-وتعتبر الجمعية الزراعيه بالوادي من المناطق الواعده للأستثمار الحيواني والداجني لما تتميز به جو صحي.
كما اضيف مؤخرا نشاط الاستزراع السمكي والذي قام به الاستاذ إبراهيم السيد أحد منتفعي قريه وادي دارا والذي كان من اوائل من اعتمدو علي المياه الجوفيه في زراعه سمك البلطي وأحدث طفره في الاستثمارات داخل قريه وادي دارا